# Hate Campaign
Hate Campaign è un album discografico del gruppo musicale svedese Dismember. È stato pubblicato nel 2000 dalla Nuclear Blast.

## Tracce
1. Suicidal Revelations – 2:52
2. Questionable Ethics – 2:07
3. Beyond Good & Evil – 2:50
4. Retaliate – 2:47
5. Enslaved to Bitterness – 2:46
6. Mutual Animosity – 2:15
7. Patrol 17 – 3:45
8. Thanatology – 2:35
9. Bleeding Over – 3:07
10. In Death's Cold Embrace – 3:03
11. Hate Campaign – 5:25

Durata totale: 33:32

## Formazione
- Matti Kärki - voce
- David Blomqvist - chitarra
- Magnus Sahlgren - chitarra
- Sharlee D'Angelo - basso
- Fred Estby - batteria